# Salvitelle
Salvitelle ist eine italienische Gemeinde mit 483 Einwohnern (Stand 31. Dezember 2023) in der Provinz Salerno in der Region Kampanien. Sie ist Bestandteil der Comunità Montana Tanagro - Alto e Medio Sele.

## Geografie
Die Nachbargemeinden sind Auletta, Buccino, Caggiano, Romagnano al Monte und Vietri di Potenza (PZ). Die Ortsteile sind Fontanelle-Chiuse-San Giorgio-Zia Domenica, Taverna Barone-San Nicola, Destra-San Marco, Taverna Romanzi-Fontana di Marco-Don Gregorio, Scoria und Dovina.